# Sofia Papadopoulou
Sofia Papadopoulou (Σοφία Μπεκατώρου: Atenas, 19 de novembro de 1983) é uma velejadora grega.

## Carreira
Sofia Papadopoulou representou seu país nos Jogos Olímpicos de 2008, na qual conquistou a medalha de bronze na classe yngling em 2008. 